# نبيل بعلبكي
نبيل بعلبكي هو لاعب كرة قدم لبناني في مركز الوسط، ولد في 27 مايو 1978 في بيروت في لبنان. شارك مع منتخب لبنان لكرة القدم. أما مع النوادي، فقد لعب مع التضامن صور ونادي الأنصار ونادي الإخاء الأهلي عاليه ونادي المجد ونادي طرابلس.

## وصلات خارجية
- نبيل بعلبكي على موقع قاعدة بيانات كرة القدم.إي يو (الإنجليزية)
- نبيل بعلبكي على موقع ناشيونال فوتبول تيمز (الإنجليزية)